# 趙立堅
趙 立堅（ちょう りつけん、ちょう りっけん、1972年11月10日 - ）は、中華人民共和国の外交官。現在は同国外交部国境海洋事務局副司長。2020年2月より約3年間は外交部報道局副局長を務め、報道官として記者会見を行った。

## 経歴
河北省灤南県（ラン南県）出身。長沙鉄道学院（現・中南大学）卒業後、外交部（日本の外務省に相当する）に入省。
パキスタンへの赴任を経て、2003年に帰国。
2005年2月から12月まで韓国開発研究院に留学し、同校より修士号を取得している。2010年、Twitterのアカウントを開設。2009年、米国に赴任し、在米中国大使館の一等書記官を務める。
2013年、アジア司（アジア局）処長に昇任。同年5月には、李克強首相のパキスタン訪問に同行。2015年、再び在パキスタン中国大使館に赴任。
2019年8月、外交部新聞司（報道局）副司長に就任。
2020年2月24日、第31代報道官に就任。
2023年1月、外交部辺界与海洋事務司（国境海洋事務局）副司長に就任。

## 人物
王毅らと同様に記者会見では公然の場で平然と日本を見下す発言をすることで知られる。

## ツイッターの活用
2010年5月よりツイッターを始めた。中国国内ではツイッターの閲覧はできないが、中国の情報を英語で外国へ向けて発信し続けている。2019年にはアメリカ合衆国内の黒人差別を指摘、スーザン・ライスと持論の応酬を行い注目を浴びた。2023年1月現在のフォロワー数は199万人。

### 新型コロナウイルス
2020年3月12日、「米軍が感染を武漢に持ち込んだかもしれない。（米国は）透明性を持て！データを公開すべきだ！アメリカは中国に説明せよ！」とTwitterに投稿し、武漢市に2019新型コロナウイルスを持ち込んだのはアメリカ軍兵士かもしれないとする憶測を主張。次いで翌13日には、新型コロナウイルスの発生源がアメリカ軍の研究施設だとする記事をツイッターで紹介した。
アメリカ側は一連の発言を問題視、デイヴィッド・スティルウェル国務次官補は、崔天凱駐米大使を国務省に呼びだし、感染の責任をそらす発言は容認できないと伝えた。
2021年6月17日、「武漢の研究チームは非難されるのではなく、新型コロナウイルス研究でノーベル医学生理学賞を受けるべき」と記者会見で主張した。

### 福島第一原子力発電所
2021年4月、中国のイラストレーターが葛飾北斎の浮世絵『富嶽三十六景』の一つ「神奈川沖浪裏」をもとに作成したという、日本政府が福島第一原子力発電所の処理水を海洋へ放出する方針を示したことを皮肉るパロディー画を「北斎が生きていれば非常に心配していただろう」などの文章と共に自身のTwitterに掲載したことが同月27日までに判明した。日本の外務省および茂木敏充外相は、中国側に対し、厳重抗議の上削除を求めている。

### 蒼井そら
2020年４月、趙立堅が日本の元セクシー女優の蒼井そらをツイッターでフォローしていることを発見されたが、官製メディアの記者や外務省の官僚・スポークスパーソンは自由に海外SNSを使う特権を持つとされために問題とならなかった。

## 戦狼外交
高圧的な姿勢は中国でヒットしたアクション映画（戦狼）になぞらえ、中国の外交官を「戦狼」、外交姿勢は「戦狼外交」と呼ばれるようになった。

## 家族
妻は実業家で、パキスタンのイスラマバードで貿易会社と家具の製造工場を営んでいる。